# Pyrola corbieri
Pyrola corbieri är en ljungväxtart som beskrevs av H. Lév. Pyrola corbieri ingår i släktet pyrolor, och familjen ljungväxter. Inga underarter finns listade i Catalogue of Life.